# Ichiban utsukushiku
Ichiban utsukushiku (一番美しく, La més bella) és una pel·lícula japonesa de 1944 escrita i dirigida per Akira Kurosawa. La pel·lícula, dramàtica, se situa en una fàbrica d'òptica durant la Segona Guerra Mundial, període en el qual la pel·lícula va ser produïda.

## Argument
La pel·lícula descriu la lluita pels treballadors d'una fàbrica de lents òptiques per mostrar objectius de producció durant la Segona Guerra Mundial. Contínuament actuen, tant individualment com en grup, per superar els objectius que els directius de la fàbrica els han fixat.

## Repartiment
- Yōko Yaguchi
- Takashi Shimura
- Takako Irie
- Ichiro Sugai

## Recepció crítica
Paul Anderer, de la Universitat de Colúmbia, tot tenint en compte que la pel·lícula es va fer durant els anys de la guerra, opina que "és com si el propi Kurosawa estigués en aquesta línia (de directors sota escrutini estatal), congelada en temps de guerra, quan qualsevol moviment significatiu o resistència a l'autoritat moria. Estava envoltat per l'aparell de la censura molt més enginyós i intimidatori. Més tard diria que va tenir poques opcions temàtiques o tonals: tributs històrics a valors espirituals i marcials japonesos (com Sanshiro Sugata i la seva dèbil seqüela), o odes patriòtiques a la producció industrial i el sacrifici domèstic (p. ex., La mes bella, 1944)".